# 水島郵便局
水島郵便局（みずしまゆうびんきょく）
- 岡山県倉敷市にある郵便局。本記事にて記述する。
- 石川県白山市にある郵便局。局番号は31124。

水島簡易郵便局（みずしまかんいゆうびんきょく）
- 富山県小矢部市にある簡易郵便局。局番号は32766。

水島郵便局（みずしまゆうびんきょく）は、岡山県倉敷市にある郵便局。民営化前の分類では集配普通郵便局であった。

## 概要
住所：〒712-8799 岡山県倉敷市水島北幸町2-1

### 出張所（局外ATM）
民営化前は以下の場所に出張所としてATMを設置していた。現在も同じ場所にATMがあるが、管理はゆうちょ銀行広島支店となっている。
- Pモール東連島内出張所

## 沿革
- 1954年（昭和29年）2月11日 - 倉敷弥生町郵便局として、倉敷市弥生町四丁目に開局[1]。
- 1960年（昭和35年）5月11日 - 倉敷市水島幸町五丁目へ移転し、水島郵便局に改称。
- 1960年（昭和35年）10月11日 - 連島郵便局および呼松郵便局[2]からの業務移管を受け、集配業務を開始。同日特定郵便局から普通郵便局へ局種別改定。
- 1999年（平成11年） - 外国通貨の両替および旅行小切手の売買に関する業務取扱を開始。
- 2007年（平成19年）10月1日 - 民営化に伴い、併設された郵便事業水島支店に一部業務を移管。
- 2012年（平成24年）10月1日 - 日本郵便株式会社発足に伴い、郵便事業水島支店を水島郵便局に統合。

## 取扱内容
- 郵便、印紙、ゆうパック、内容証明
- 貯金、為替、振替、振込、国際送金、外貨両替・トラベラーズチェック、国債、投資信託
- 生命保険、バイク自賠責保険、自動車保険、がん保険、引受条件緩和型医療保険
- ゆうちょ銀行ATM
- 倉敷市内の一部地域（水島地域全域：〒712-80xx、712-85xx、712-86xx、712-87xx）の集配業務
- ゆうゆう窓口

## 周辺
- 倉敷市役所水島支所
- 倉敷市水島公民館
- 水島協同病院

## アクセス
- 水島臨海鉄道水島本線 栄駅から徒歩約8分
- 両備バス 水島郵便局前停留所下車
- 瀬戸中央自動車道 水島ICから西へ約7.5km
- 駐車場あり：16台